# Prairie Farm (Wisconsin)
Prairie Farm – miasto w Stanach Zjednoczonych, w stanie Wisconsin, w hrabstwie Barron.